# Association de la Jeunesse Auxerroise 2014-2015
Questa voce raccoglie le informazioni riguardanti l'Association de la Jeunesse Auxerroise nelle competizioni ufficiali della stagione 2014-2015.

## Stagione
La stagione 2014-2015 dell'Auxerre è la 13ª stagione del club in Ligue 2. Jean-Luc Vannuchi subentra a Bernard Casoni nel ruolo di allenatore del club.

## Rosa
Rosa aggiornata al 26 agosto 2013.
| N. |                    | Ruolo | Calciatore                  |
| -- | ------------------ | ----- | --------------------------- |
| 1  | Francia (bandiera) | P     | Geoffrey Lembet             |
| 2  | Francia (bandiera) | D     | Ruben Aguilar               |
| 3  | Francia (bandiera) | D     | Willy Boly                  |
| 4  | Francia (bandiera) | D     | Jean-Charles Castelletto    |
| 5  | Gabon (bandiera)   | D     | Henri Ndong                 |
| 6  | Marocco (bandiera) | C     | Jamel Aït Ben Idir          |
| 7  | Francia (bandiera) | C     | Pierre Bouby                |
| 8  | Francia (bandiera) | C     | Samed Kilic                 |
| 9  | Francia (bandiera) | A     | Frédéric Sammaritano        |
| 10 | Francia (bandiera) | A     | Julien Viale                |
| 11 | Francia (bandiera) | A     | Sébastien Haller            |
| 12 | Francia (bandiera) | C     | Grégoire Lefebvre           |
| 14 | Francia (bandiera) | A     | François-Xavier Fumu Tamuzo |
| 17 | Francia (bandiera) | D     | Karim Djellabi              |
| 19 | Guinea (bandiera)  | A     | Tafsir Chérif               |

| N. |                    | Ruolo | Calciatore             |
| -- | ------------------ | ----- | ---------------------- |
| 20 | Francia (bandiera) | A     | Grégory Berthier       |
| 21 | Francia (bandiera) | A     | Valentin Jacob         |
| 23 | Francia (bandiera) | C     | Nicolas Gavory         |
| 28 | Francia (bandiera) | D     | Sébastien Puygrenier   |
| 29 | Francia (bandiera) | C     | Vincent Gragnic        |
| 30 | Francia (bandiera) | P     | Donovan Léon           |
| 40 | Francia (bandiera) | P     | Xavier Lenogue         |
|    | Francia (bandiera) | D     | Sohny Sefil            |
|    | Francia (bandiera) | C     | Yann Boé-Kane          |
|    | Francia (bandiera) | C     | Nicolas Staerck-Weille |

## Calciomercato

### Sessione estiva(dall'1/7 al 2/9)
| Acquisti | Acquisti             | Acquisti    | Acquisti   |
| R.       | Nome                 | da          | Modalità   |
| -------- | -------------------- | ----------- | ---------- |
| D        | Sébastien Puygrenier | Karabükspor | definitivo |
| D        | Ruben Aguilar        | Grenoble    | definitivo |
| C        | Vincent Gragnic      | Nîmes       | definitivo |
| C        | Pierre Bouby         | Nîmes       | definitivo |
| A        | Tafsir Chérif        | Monaco 2    | prestito   |

| Cessioni | Cessioni            | Cessioni        | Cessioni      |
| R.       | Nome                | a               | Modalità      |
| -------- | ------------------- | --------------- | ------------- |
| P        | Olivier Sorin       | Rennes          | svincolato    |
| P        | Jeffrey Baltus      |                 | svincolato    |
| D        | Éric Marester       |                 | svincolato    |
| D        | Rémy Ébanega        | Bastia          | svincolato    |
| D        | Adama Coulibaly     |                 | svincolato    |
| D        | Marco Ramos         | F91 Dudelange   | svincolato    |
| D        | Jovanie Tchouatcha  |                 | svincolato    |
| C        | Rudy Haddad         |                 | svincolato    |
| C        | Prince Segbefia     |                 | svincolato    |
| C        | Thomas Monconduit   |                 | svincolato    |
| C        | Axel Ngando         | Rennes          | fine prestito |
| C        | Zana Allée          | Rennes          | fine prestito |
| C        | Alassane Pléa       | Olympique Lione | fine prestito |
| A        | Souleymane Sawadogo | Clermont Foot   | svincolato    |
| A        | Lynel Kitambala     | Saint-Étienne   | fine prestito |

## Risultati

### Ligue 2

#### Girone d'andata
| Auxerre 1º agosto 2014, ore 20:00 CEST 1ª giornata | Auxerre | 2 – 0 | Le Havre | Stadio Abbé-Deschamps |

| Clermont-Ferrand 8 agosto 2014, ore 20:00 CEST 2ª giornata | Clermont Foot | 1 – 1 | Auxerre | Stade Gabriel Montpied |

| Auxerre 15 agosto 2014, ore 20:00 CEST 3ª giornata | Auxerre | 0 – 1 | Orléans | Stadio Abbé-Deschamps |

| Digione 22 agosto 2014, ore 20:00 CEST 4ª giornata | Digione | 1 – 0 | Auxerre | Stade Gaston-Gérard |

| Auxerre 29 agosto 2014, ore 20:00 CEST 5ª giornata | Auxerre | 1 – 2 | Valenciennes | Stadio Abbé-Deschamps |

| Troyes 12 settembre 2014, ore 20:00 CEST 6ª giornata | Troyes | 1 – 2 | Auxerre | Stade de l'Aube |

| Auxerre 19 settembre 2014, ore 20:00 CEST 7ª giornata | Auxerre | 1 – 1 | Ajaccio | Stadio Abbé-Deschamps |

| Angers 23 settembre 2014, ore 20:00 CEST 8ª giornata | Angers | 0 – 0 | Auxerre | Stade Jean Bouin |

| Auxerre 26 settembre 2014, ore 20:00 CEST 9ª giornata | Auxerre | 2 – 1 | Arles-Avignon | Stadio Abbé-Deschamps |

| Montbéliard 3 ottobre 2014, ore 20:00 CEST 10ª giornata | Sochaux | 0 – 0 | Auxerre | Stade Auguste Bonal |

| Auxerre 17 ottobre 2014, ore 20:00 CEST 11ª giornata | Auxerre | 2 – 2 | Nancy | Stadio Abbé-Deschamps |

| Nîmes 24 ottobre 2014, ore 20:00 CET 12ª giornata | Nîmes | 0 – 1 | Auxerre | Stade des Costières |

| Auxerre 31 ottobre 2014, ore 20:00 CET 13ª giornata | Auxerre | 0 – 3 | Brest | Stadio Abbé-Deschamps |

| Tours 7 novembre 2014, ore 20:00 CET 14ª giornata | Tours | 2 – 3 | Auxerre | Stade de la Vallée du Cher |

| Auxerre 21 novembre 2014, ore 20:00 CET 15ª giornata | Auxerre | 3 – 1 | Luzenac | Stadio Abbé-Deschamps |

| Laval 28 novembre 2014, ore 20:00 CET 16ª giornata | Laval | 1 – 1 | Auxerre | Stade Francis Le Basser |

| Ajaccio 12 dicembre 2014, ore 20:00 CET 17ª giornata | Gazélec Ajaccio | 1 – 1 | Auxerre | Stade Ange Casanova |

| Auxerre 19 dicembre 2014, ore 20:00 CET 18ª giornata | Auxerre | 1 – 1 | Niort | Stadio Abbé-Deschamps |

| Créteil 9 gennaio 2015, ore 20:00 CET 19ª giornata | Créteil-Lusitanos | 2 – 2 | Auxerre | Stade Dominique-Duvauchelle |

#### Girone di ritorno
| Auxerre 16 gennaio 2015, ore 20:00 CEST 20ª giornata | Auxerre | 0 – 0 | Clermont Foot | Stadio Abbé-Deschamps |

| Orléans 23 gennaio 2015, ore 20:00 CEST 21ª giornata | Orléans | – | Auxerre | Stade de la Source |

| Auxerre 30 gennaio 2015, ore 20:00 CEST 22ª giornata | Auxerre | – | Digione | Stadio Abbé-Deschamps |

| Valenciennes 6 febbraio 2015, ore 20:00 CEST 23ª giornata | Valenciennes | – | Auxerre | Stade du Hainaut |

| Auxerre 13 febbraio 2015, ore 20:00 CEST 24ª giornata | Auxerre | – | Troyes | Stadio Abbé-Deschamps |

| Ajaccio 20 febbraio 2015, ore 20:00 CEST 25ª giornata | Ajaccio | – | Auxerre | Stade François Coty |

| Auxerre 27 febbraio 2015, ore 20:00 CEST 26ª giornata | Auxerre | – | Angers | Stadio Abbé-Deschamps |

| Avignone 6 marzo 2015, ore 20:00 CEST 27ª giornata | Arles-Avignon | – | Auxerre | Parc des Sports |

| Auxerre 13 marzo 2015, ore 20:00 CEST 28ª giornata | Auxerre | – | Sochaux | Stadio Abbé-Deschamps |

| Nancy 20 marzo 2015, ore 20:00 CEST 29ª giornata | Nancy | – | Auxerre | Stade Marcel Picot |

| Auxerre 3 aprile 2015, ore 20:00 CEST 30ª giornata | Auxerre | – | Nîmes | Stadio Abbé-Deschamps |

| Brest 10 aprile 2015, ore 20:00 CET 31ª giornata | Brest | – | Auxerre | Stade Francis-Le Blé |

| Auxerre 17 aprile 2015, ore 20:00 CET 32ª giornata | Auxerre | – | Tours | Stadio Abbé-Deschamps |

| Tolosa 24 aprile 2015, ore 20:00 CET 33ª giornata | Luzenac | – | Auxerre | Stadio Ernest-Wallon |

| Auxerre 28 aprile 2015, ore 20:00 CET 34ª giornata | Auxerre | – | Laval | Stadio Abbé-Deschamps |

| Auxerre 1º maggio 2015, ore 20:00 CET 35ª giornata | Auxerre | – | Gazélec Ajaccio | Stadio Abbé-Deschamps |

| Niort 8 maggio 2015, ore 20:00 CET 36ª giornata | Niort | – | Auxerre | Stade René-Gaillard |

| Auxerre 15 maggio 2015, ore 20:00 CET 37ª giornata | Auxerre | – | Créteil-Lusitanos | Stadio Abbé-Deschamps |

| Le Havre 22 maggio 2015, ore 20:00 CET 38ª giornata | Le Havre | – | Auxerre | Stade Océane |

## Statistiche

### Statistiche di squadra
Statistiche aggiornate al 18 maggio 2014.
| Competizione      | Punti | In casa | In casa | In casa | In casa | In casa | In casa | In trasferta | In trasferta | In trasferta | In trasferta | In trasferta | In trasferta | Totale | Totale | Totale | Totale | Totale | Totale | DR |
| Competizione      | Punti | G       | V       | N       | P       | Gf      | Gs      | G            | V            | N            | P            | Gf           | Gs           | G      | V      | N      | P      | Gf     | Gs     | DR |
| ----------------- | ----- | ------- | ------- | ------- | ------- | ------- | ------- | ------------ | ------------ | ------------ | ------------ | ------------ | ------------ | ------ | ------ | ------ | ------ | ------ | ------ | -- |
| Ligue 2           | 52    | 0       | 0       | 0       | 0       | 0       | 0       | 0            | 0            | 0            | 0            | 0            | 0            | 38     | 12     | 16     | 10     | 48     | 42     | +6 |
| Coupe de France   | -     | 0       | 0       | 0       | 0       | 0       | 0       | 0            | 0            | 0            | 0            | 0            | 0            | 0      | 0      | 0      | 0      | 0      | 0      | 0  |
| Coupe de la Ligue | -     | 0       | 0       | 0       | 0       | 0       | 0       | 0            | 0            | 0            | 0            | 0            | 0            | 0      | 0      | 0      | 0      | 0      | 0      | 0  |
| Totale            | -     | 0       | 0       | 0       | 0       | 0       | 0       | 0            | 0            | 0            | 0            | 0            | 0            | 0      | 0      | 0      | 0      | 0      | 0      | 0  |